# Izgorje
Izgorje este o localitate din comuna Žiri, Slovenia, cu o populație de 29 de locuitori.